# Mesembrius peregrina
Mesembrius peregrina là một loài ruồi trong họ Ruồi giả ong (Syrphidae). Loài này được Loew mô tả khoa học đầu tiên năm 1846. Mesembrius peregrina phân bố ở vùng Cổ Bắc giới